# تراورزلا

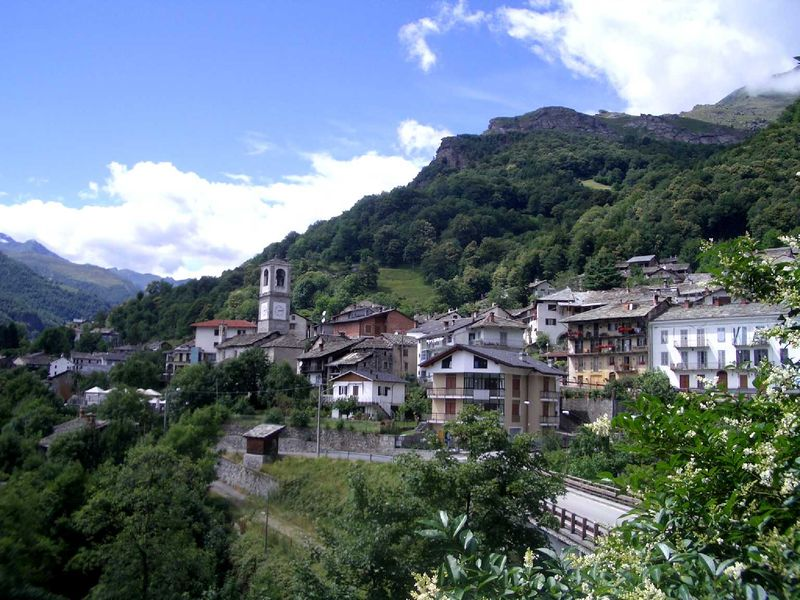
تراورزلا شهری در شمال شرقی ایتالیا

تراورزلا (به ایتالیایی: Traversella) یک کومونه در ایتالیا است که در استان تورین واقع شده‌است. تراورزلا ۳۹٫۴ کیلومتر مربع مساحت و ۳۵۰ نفر جمعیت دارد و ۸۲۷ متر بالاتر از سطح دریا واقع شده‌است.